# Ischyrocerus laptevi
Ischyrocerus laptevi är en kräftdjursart som beskrevs av Gurjanova 1946. Ischyrocerus laptevi ingår i släktet Ischyrocerus och familjen Ischyroceridae. Inga underarter finns listade i Catalogue of Life.